# Karaj
Karaj (1899-ig Krajna, szlovákul Krajné) község Szlovákiában, a Trencséni kerületben, a Miavai járásban.

## Fekvése
Miavától 12 km-re délkeletre fekszik.

## Története
1392-ben említik először, a csejtei váruradalomhoz tartozott. Stíbor vajdáé, majd halála után fia örökölte. Ezután Katalin nevű unokájára szállt a birtok, később a királyé lett. Luxemburgi Zsigmond a csejtei uradalmat hívének, Országh Mihálynak adta. A 16. században a reformáció terjedése Karajt is elérte, lakói az új hitre tértek, melyet Csejte ura, Nádasdy Tamás is támogatott. 1568-ban 19 család lakott a faluban. 1595-ben felépült a templom és a lelkészlak. 1598-ban 60 ház állt itt, mely mintegy 350 lakost jelent. 1611-ben létesült az egyházi iskola. Báthori Erzsébet halála után a Nádasdy birtokokat fiai örökölték, így Csejte ura, és ezzel a község birtokosa Nádasdy Ferenc lett. A község legrégibb pecsétje 1671-ből való. A 17. század végén az Erdődy család lett az uradalom új birtokosa. Erdődy György az ellenreformáció híveként 1733. január 22-én elvette a templomot a reformátusoktól és a katolikusoknak adta. 1752-ben a birtok a Forgách családé lett, ezzel ők lettek a falu új földesurai. 1753-ban 259 jobbágycsalád élt a településen, mely 1600 lakost jelent. 1781-ben a türelmi rendelettel a község mintegy 100 református családja újra gyakorolhatta hitét. Ekkor épült fel az evangélikus templom. 1787-ben a II. József által elrendelt népszámlálás 2199 lakost talált a községben. 1828-ban 368 házban 2260 lakos élt, akik főként mezőgazdaságból éltek. 1831-ben és 1866-ban kolerajárvány pusztított.
Vályi András szerint "KRAJNA. Tót falu Nyitra Várm. földes Urai Skulteti, és több Urak, lakosai katolikusok, és evangelikusok, fekszik Vág Újhelyhez mint egy más fél mértföldnyire, fája van mind tűzre, mnd épűletre, réttyei jók, legelője meg lehetős, földgye néhol soványas, a’ záporok miatt."
Fényes Elek szerint "Krajna, Nyitra m. tót falu, ut. p. Galgócz. Lakosi, kik közül 43 kath., 2740 evang., a hegyek közt az irtásokban széjjel laknak. Kath. és evang. anyaszentegyházak. Lakosai kendert és lent termesztenek; lenmag-olajt ütnek; sok szarvasmarhát, juhot tartanak; pálinkát főznek. F. u. a csejthei uradalom."
A trianoni békeszerződésig területe Nyitra vármegye Miavai járásához tartozott.

## Népessége
| Év:            | 1994. | 2004.   | 2014.   | 2024.   |
| -------------- | ----- | ------- | ------- | ------- |
| Emberek száma: | 1811  | 1664    | 1556    | 1405    |
| Eltérés:       |       | -8,11 % | -6,49 % | -9,70 % |

| Év:            | 2023. | 2024.   |
| -------------- | ----- | ------- |
| Emberek száma: | 1422  | 1405    |
| Eltérés:       |       | -1,19 % |

1910-ben 2996 lakosából 2925 szlovák volt.
2001-ben 1709 lakosából 1693 szlovák volt.
2011-ben 1570 lakosából 1473 szlovák.

## Nevezetességei
- Római katolikus temploma 1595-ben épült reneszánsz stílusban, a 18. században barokk stílusban építették át.
- Evangélikus temploma 1784-ben torony nélkül épült. 1806-ban villámcsapás következtében leégett. Ezután újjáépítették, majd 1867-ben megújították.
- Klasszicista kúria a 19. század közepéről.

## Külső hivatkozások
- Hivatalos oldal
- Községinfó
- Karaj Szlovákia térképén
- Az általános iskola honlapja
- E-obce.sk Archiválva 2008. szeptember 16-i dátummal a Wayback Machine-ben